# کانی‌دینار
کانی‌دینار یکی از شهرهای استان کردستان است که در بخش مرکزی شهرستان مریوان واقع شده‌است.

## جمعیت
جمعیت این شهر براساس سرشماری مرکز آمار ایران در سال ۱۳۹۵ ۱۳٬۰۵۹تن (۳٬۷۵۶خانوار) بوده است .